# Christian Röhrensee
Christian Röhrensee (* 24. Oktober 1641 in Ehrenberg; † 16. Mai 1706 in Wittenberg) war ein deutscher Politikwissenschaftler.

## Leben
Rörensee wurde am 16. Juli 1660 in der Universität Wittenberg immatrikuliert, wo er bereits am 21. April 1662 den akademischen Grad eines Magisters erwarb. Gefördert durch Michael Wendler gelangte er am 3. Januar 1669 als Adjunkt an die philosophische Fakultät. In seinen ersten Jahren an der Fakultät setzte er sich vornehmlich mit dem Studium der praktischen Philosophie auseinander und  vermittelte dies dann adligen Studenten.
Nachdem sein Förderer gestorben war, entschied man sich, Röhrensee auf die Stelle der Professur der Ethik und Politik zu setzen. Als Inhaber des Lehrstuhls versuchte er sein Lehrgebiet weit zu fassen, indem er in seinen Vorlesungen auch ausgiebig über das Naturrecht und die Handelsfreiheit disputieren ließ. Dadurch geriet er in Auseinandersetzung mit Georg Kasper Kirchmaier.
Vor allem lag ihm daran, was an Politischem und Historischem in einem klassischen Autor steckte. Damit griff er in das Themengebiet eines anderen Professors ein und machte diesem  Hörer abspenstig. In letzter Instanz entschied der Kurfürst nicht im Sinne von Röhrensee. Dennoch durchliefen viele spätere namhafte Persönlichkeiten seine Schule. Er beteiligte sich auch an den organisatorischen Aufgaben und wurde im Sommersemester 1680 und 1696 Rektor der Universität.

## Werke (Auswahl)
- Prudentiam moralem.[1]
- Dissertatio politica de ordine equestri. Borckard, Wittenberg 1671. (Digitalisat)
- Dissertatio politica de jure aedificandi majestatico. Wendt, Wittenberg 1668. (Digitalisat)
- Disertatio de ritu scindendi vestes. 1668. In: Thesaurus Antiquitatum Sacrarum, Authore Blasio Ugolino._Venedig Vol. 29 (1765), Sp. MLIII – MLXVI.
- De jure armorum. 1669.[1]
- De fortitudine. 1669.[1]
- De jure muniendi. Henckel, Wittenberg 1670. (Digitalisat)
- De jure circa aquas majestatico. 1671.[1]
- De caussis virtutum moralium et proprietatibus. Borckhardt, Wittenberg 1671. (Digitalisat)
- De jure majestatis in Academias. Meyer, Wittenberg 1671.
- De torneamentis. Meyer, Wittenberg 1671. (Digitalisat)
- De virtutibus doctrinae morum & illarum oppositis. 1671.[1]
- De regno Jeroboami. Haken, Wittenberg 1675. (Digitalisat)
- De callidis hostium consiliis. Henkel, Wittenberg 1675. (Digitalisat)
- De pactis fundamentalibus. Wilk, Wittenberg 1675. (Digitalisat)
- De actione metu majoris mali edita. Wittenberg 1677.
- De poena innocentis. Henckel, Wittenberg 1680. (Digitalisat)
- Monomachiam Davidis cum Goliatho per Problemata qvædam moraliter expressam. Henckel, Wittenberg 1681. (Digitalisat)
- De connubiis illustrium. Fincel, Wittenberg 1682. (Digitalisat)
- De dignitatibus Academicis. Brüning, Wittenberg 1682. (Digitalisat)
- De Platone caecutiente. 1686.[1]
- Fundamentum juris naturae. Schultz, Wittenberg 1687. (Digitalisat)
- De Homiletica adumbrata. Goderitsch, Wittenberg 1693.
- Jus venationis majestati assertum. Resp. Gottfried Steiger. Schrödter, Wittenberg 1696.[2]